# Живот у ружичастом
Живот у ружичастом (фр. La Vie en rose или фр. La môme) француски је филм који је режирао за Филмску награду Цезар номинован режисер Оливје Дан. Филм је заснован на животу легендарне француске шансоњерке Едит Пијаф. Главна глумица Марион Котијар награђена је Оскаром. Једина која га је добила за улогу на француском језику. Уз Симон Сињоре (1959), једина је Францускиња добитница Оскара. Такође, освојила је и БАФТУ и Златни глобус, а филм је освојио још један Оскар за шминку.

## Радња филма
Филм Оливјеа Дана, назван по једној од најпознатијих песама Едит Пијаф. Остварење приказује пут који је она прешла од одрастања у сиромашном кварту Париза, до статуса врхунског светског забављача.
Остварење снимљено више од 40 година након смрти Едит Пијаф, приказује буран живот певачице и скандал који је често бацао сенку на њену каријеру.

## Улоге
- Марион Котијар као Едит Пијаф
- Жерар Депардје као Луј Лепле
- Силви Тести као Момон (Симон Берто)
- Жан-Пјер Мартен као боксер Марсел Сердан
- Емануел Сење as Титен
- Паскал Грегори као Луј Барје
- Катрин Алегре као Луиза Гасион
- Жан-Пол Рув као Луј Гасион
- Клотилда Куро као Анет Гасион
- Мари-Армел Деги као Маргерит Моно
- Марк Барбе као Ремон Асо